# Methylmagnesiumchlorid
Methylmagnesiumchlorid ist eine chemische Verbindung aus der Gruppe der Grignard-Verbindungen, welche zu den metallorganischen Verbindungen gehören.

## Gewinnung und Darstellung
Methylmagnesiumchlorid kann durch Reaktion von Methylchlorid mit Magnesium in Tetrahydrofuran gewonnen werden:
{\displaystyle \mathrm {CH_{3}Cl\ +\ Mg\ {\xrightarrow {THF}}\ CH_{3}MgCl} }

## Eigenschaften
Methylmagnesiumchlorid wird kommerziell als Lösung in Tetrahydrofuran in den Handel gebracht und ist in diesem Fall eine graue Flüssigkeit. Bei Temperaturen unter 5 °C kann daraus Methylmagnesiumchlorid als Feststoff auskristallisieren.

## Verwendung
Methylmagnesiumchlorid wird als Grignard-Reagenz bei der Synthese organischer Verbindungen (z. B. bei nukleophilen Substitutionen) verwendet. Die niedrigere Reaktivität gegenüber Methylmagnesiumbromid erlaubt mildere Reaktionsbedingungen.
Es kann auch für eine Zerewitinow-Reaktion genutzt werden, beispielsweise um die Molmasse von Carbonsäuren zu bestimmen. Dazu wird das bei der Reaktion von Methylmagnesiumchlorid und Carbonsäure freiwerdende Methan volumetrisch bestimmt.